# Палочка-подтирка

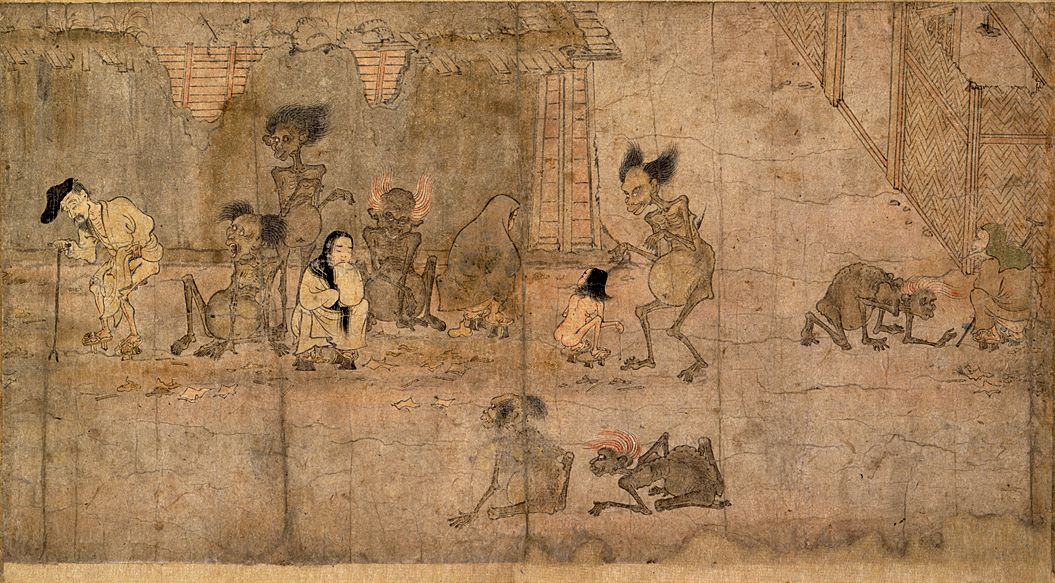
Gaki zōshi 餓鬼草紙 «Свиток голодных призраков», гаки, приговорённый к поеданию дерьма, наблюдает за ребёнком, носящим гету и держащим тюги, c. 12 век.

Палочка-подтирка — тонкий колышек или палка, используемая для анальной гигиены, исторический предмет материальной культуры, основанной на китайском и японском буддизме. Хорошо известный пример — gānshǐjué / kanshiketsu (букв. 乾屎橛 «засохшая палка для подтирания») из дзэнского коана, в котором монах спросил: «Что такое Будда?» и Мастер Уммон ответил: «Засохшая палочка-подтирка».

## История

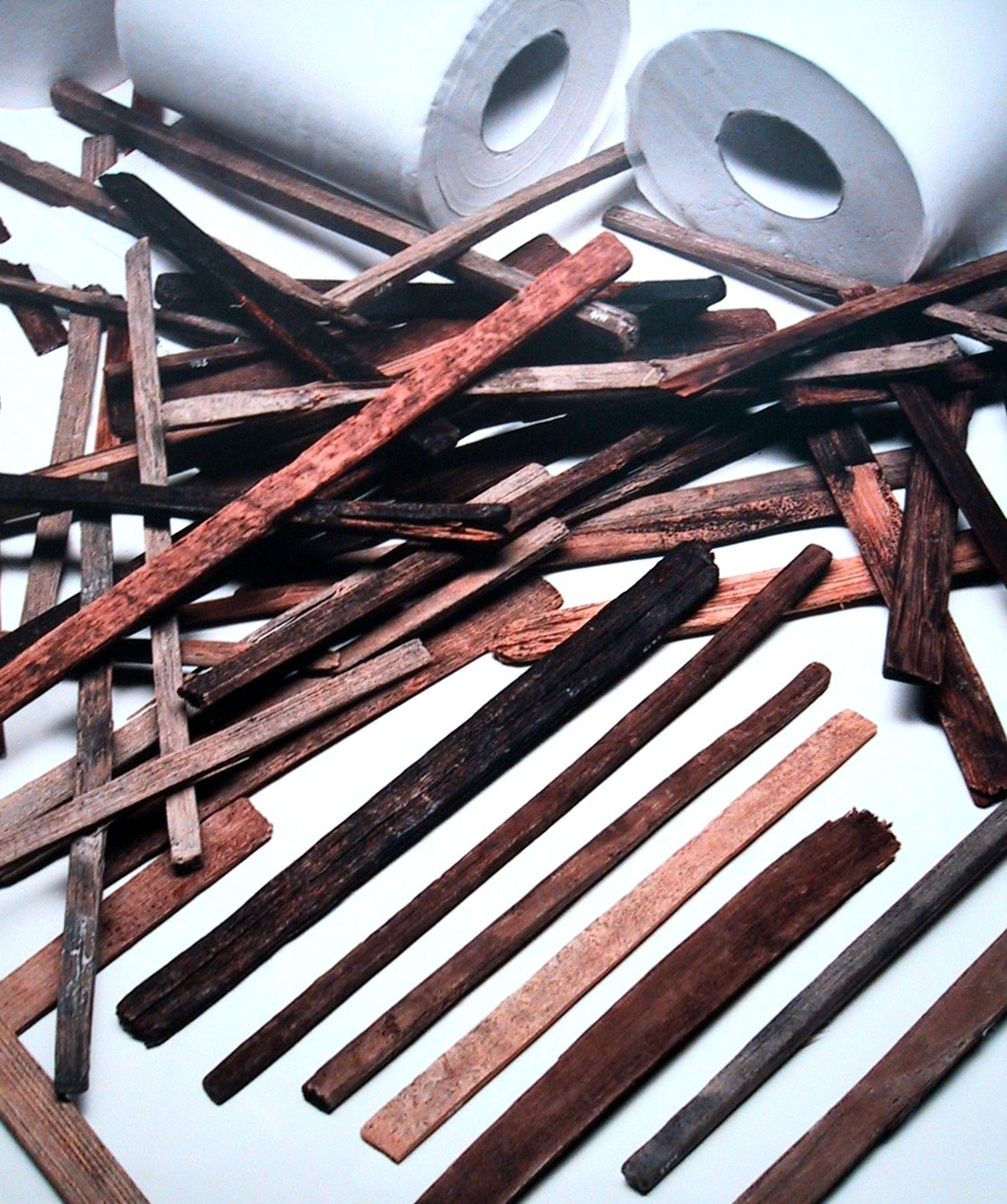
Японские тюги периода Нара (710—784), рядом для сравнения рулоны современной туалетной бумаги.

В истории анальной гигиены люди использовали много разных материалов, в том числе листья, тряпки, бумагу, воду, губки, кукурузные початки и палочки.

Согласно историкам китайской науки Джозефу Нидэму и Лу Гвэй-джену,
 В очень древние времена предметы из бамбука, возможно, шпатели ([ cèchóu ] 廁 籌, [ cèbì ] 廁 篦 или [ cèjiǎn ] 廁 簡), могли использоваться вместе с водой для очистки тела после дефекации. В другие времена и местах, по-видимому, также использовали кусочки глиняной посуды или керамики. Несомненно, одним из материалов, который нашел применение в этом отношении, были старые шелковые тряпки. (Needham 1970: 373)
 Когда монахи и миссионеры принесли в Китай и Японию буддизм, они также принесли индийский обычай использовать śalākā «маленький кол, палка или стержень» для подтирания. Переводчики перевели это санскритское слово в ряд различных неологизмов, таких как китайский céchóu籌 籌 и японский chūgi 籌 木, и обычай использования палочек-подтирок стал популярным. Они обладали рядом преимуществ — были недорогие, моющиеся и многоразовые.
Китай изобрел бумагу около II века до н. э., а туалетную бумагу не позднее 6-го века нашей эры, тогда же Ян Житуй отметил: «Бумагу, на которой записаны цитаты или комментарии из» Пяти классиков «или имена мудрецов, я не посмею использовать для туалета» (пер. Needham 1986: 123).
Самые ранние японские туалеты со смывом датируются периодом Нара (710—784), когда в столице Нара была построена дренажная система с напольными унитазами, c деревянными трубами шириной в 10–15 см, на которых можно было сидеть. Археологические раскопки в Наре обнаружили множество деревянных палочек тюги, которые использовались для чистки ануса от кала (Chavez, 2014). (Matsui et al. 2003: 133) объясняют, что японские археологи обнаружили сравнительно мало туалетов, потому что «решающими факторами при идентификации туалетов были личинки мух и плоские палочки тюги, используемые в качестве туалетной бумаги», но для сохранения таких артефактов требуется влажная местность, в которой органические остатки находятся в грунтовых водах.
Археологи обнаружили палочки-подтирки 2000-летней давности в уборной в Сюаньцюаньчжи i泉 置, в городе Дуньхуан, Ганьсу. Сюаньцюаньчжи был военной базой и промежуточным пунктом передачи сообщений у династии Хань (111 г. до н. э. — 109 г. н. э.) в восточной части Великого шелкового пути. Анализ сохранившихся фекалий в ткани, обернутой вокруг концов палочек, выявил остатки круглых червей (Ascaris lumbricoides, Trichuris trichiura), ленточного червя (Taenia solium) и китайского печеночного сосальщика (Clonorchis sinensis) (Yeh et al. 2016; Bower 2016; Newitz 2016).

## Названия
В китайском и японском лексиконах есть несколько слов, означающих «палочку-подтирку». Это chóu или chū 籌 «маленький колышек или палка», jué или ketsu 橛 «короткий колышек или палка» и другие.

### Chou или Chū

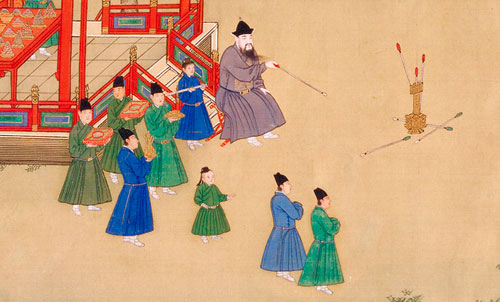
Император династии Мин Сюаньдэ, играющий на туху, XV век

В названии для палочки-подтирки используются китайский chóu или японский chū 籌 «маленький кол; палка; щепка; бирка для счета; счетчик; метка», а также chóumù или chūgi 籌 木 (с 木 «дерево; древесина») и cèchóu 廁 籌 (с 廁 «туалет»).
Chóu или chū использовали для перевода многозначного буддийского санскритского термина śalāka или śalākā (пали салака).
В индийском буддийском контексте śalākā, в частности, означал «кусок дерева или бамбука, используемый для подсчета голосов или голосования». Salaka-Grahapaka был избран «собирателем голосов» в Сантхагаре, «общем собрании для голосования». Джайнский космологический термин salakapurusa «прославленный или достойный человек» состоит из «salaka», палка для голосования, и purusa «человек».
Chou 籌 первоначально означало «стрела, используемая в tóuhú (древняя игра на выпивание, в которой соревнуются по количеству стрел, попавших в горшок)» или « счетная бирка (использовалась при счете)», и расширило значение до «планировать; подготовить; собрать» (Karlgren, 1957: 281). Chóu 籌 «палочка-подтирка» впервые зафиксирована письменно в 3 веке нашей эры. Произведение династии Цзинь (265—420) «Юйлинь» автора Пей Цзи 裴啟 рассказывает об особо роскошных ванных комнатах богатого торговца Ши Чонга 石崇 (249—300), в том числе о Ши, насмехающемся над политиком Лю Ши 劉 寔 (220—310) за то, что ему не были известны парфюмированные палочки-подтирки, которые ему предложили две уборщицы.
Cèchóu 廁 籌 впервые зафиксирован письменно (ок. 659) в Истории северных династий, в речи императора Вэньсюань из Северной Ци (ок. 550—560), который сказал, что заставить Ян Иня стать премьер-министром было так же трудно, как заставлять его дарить палочки-подтирки (Hanyu Da Cidian 1993 3: 1251).
Nihon Kokugo Daijiten (2001) определяет chūgi 籌木 или chū 籌 как «щепки, которые раньше использовали вместо туалетной бумаги», и цитирует самое раннее письменное употребление chūgi ち う ぎ в 小野蘭山 Оно Ранзана (1847) Jūtei honzō kōmoku keimō重 訂 本草綱目 啓蒙 «Illuminated Compendium of Materia Medica». Современные японские диалектные произношения chūgi допускают варианты chyōi или chūge в регионе Хида и tsū в префектуре Иватэ .
Переводы в английских словарях буддизма:
- 籌 To calculate, devise, plan; a tally. (Soothill and Hodous 1937)
- Chū 籌 śalākā. 1. A small stake or stick. A piece of bamboo used for counting and voting. 2. A thin piece of wood, used for wiping away excrement. (Daitō 1991: 35)
- 籌 (Skt. śalāka, śalākā; Pāli salākā). A piece of wood or bamboo used for counting and voting. A tally. To calculate, devise, plan. (Skt. kaṭhikā, vartikā, tūlī, tūli, kalâpa) … A thin piece of wood used for wiping away excrement. (Muller 2014)

### Jue или Ketsu
Китайский jué и японский ketsu 橛 «короткий деревянный кол, палка, колышек, столб» соединяется с shi или shǐ 屎 (пишется с 尸"тело" и 米 «рис») «дерьмо; экскременты, помет» в японское слово shiketsu и китайское shǐjué 橛 «палочка-подтирка».
Известное слово gānshǐjué или kanshiketsu 乾屎橛 «засохшая палочка для подтирания», в котором добавлен gān или kan 乾 «сухой, высохший, полый», происходит из известного дзэнского коана, записанного в The Gateless Gate (см ниже).
Определения в английских словарях буддизма:
- «乾屎橛 A stick used in India as 'toilet paper', in China paper, straw, or bamboo.» (Soothill and Hodous 1937: 341)
- «Kan-shiketsu 乾屎橛 Excrement-wiping spatula. A word of abuse for a person who clings to things. A typical zen term.» (Daitō 1991: 181)
- «Kan-shiketsu Jap., lit. „dry shit stick“; a Zen expression designating a person who is attached to the world of appearance. Kan-shiketsu is the wato of a famous kōan (example 21 of the Wu-men-kuan). The expression stems from a time in China in which a wooden stick was used instead of toilet paper.» (Fischer-Schreiber et al. 1991: 111—112)
- «Kan-shiketsu (Jap. 'dry shit stick') Zen description of person attached to the world of appearance. It is the wato of kōan 21 in the Wu-men kuan.» (Bowker 2000:306)
- «乾屎橛 'Excrement-wiping spatula.' A stick used in India as 'toilet paper,' in China paper, straw, or bamboo. … In Chan, a term of abuse for someone who is attached to things.» (Muller 2014)

## Bi или Hera
Китайский bì 箆" гребень с мелким зубом, шпатель" или японский hera 箆 «шпатель, совок» входят в состав китайского cèbì 廁箆 «туалетная лопатка» и японского kusobera 糞箆 «лопатка для дерьма» или kusokakibera 糞掻き篦 «лопата для соскабливания дерьма». Хотя большинство японских слов для палочки-подтирки имеют китайско-японское прочтения в on’yomi, такие как chūgi из chóumù籌木, то слова kuso 糞 «дерьмо» (ср интернет сленг kuso) и hera 箆 «лопатка, совок» это родные японские прочтения этих кандзи в kun’yomi (которые бы в китайско-японском прочтении читались funhei 糞箆).
Китайский cebi 廁箆 «туалетная лопатка» впервые зафиксирован письменно в Буддхабхадре (ок. 419) Mohe sengqi lü 摩訶僧祇律 — кодекс поведения Виная-питака в версии махасангхики; в разделе туалетного этикета (明威 儀 法 之一) говорится, что в туалетах должны быть перегородки для уединения, рядом должны быть палочки-подтирки cebi (Hanyu Da Cidian 1993 3: 1251).

### Другие слова
Китайский cèjiǎn 廁 簡 или 厕简 «палочка-подтирка» представляет из себя синоним cèchóu廁 籌 (см. выше), использующим слово jiǎn 簡 «бамбуковые и деревянные пластинки для письма; буквы; выбирать; простой; краткий». Cèjiǎn впервые зафиксирован письменно (ок. 1105) в Книге Южного Тана, в разделе «Биографии буддистов». Во времена королевы Чжоу Старшей (ок. 961—964) монах использовал заостренную палочку-подтирку для удаления опухоли (Hanyu Da Cidian 1993 3: 1251). Джабамухи салака (также от санскритского śalākā) представляет собой «изогнутую иглу (используется в традиционной индийской хирургии катаракты)».

### Английские аналоги
В английском языке есть лексические параллели с этими словами из азиатских языков. Оксфордский словарь английского языка (s.v. shit, shite n.) цитирует два ранних упоминания палочек-подтирок: «a hard chuffe, a shite-sticks» (1598) и «a shite-sticks, a shite-rags, that is to say, a miserable pinch-pennie» (1659); и (s.v. poop n.2) определяет poop-stick как «a fool, ineffectual person», его самое раннее употребление датируется 1930 годом. Shit-sticks метафорически параллельны shit-rags (Doyle 1994: 96). Относительно современного использования Атчесон Л. Хенч (Hench et al. 1964: 298) предполагает, что называние кого-то shit-stick совмещает смыслы shit и stick-in-the-mud.
Лексикограф Эрик Партридж (2006: 1726—1727) приводит три жаргонных выражения
- shit-stick «a despised person» (US 1964)
- shit sticks! «used as a mildly profane expression of disappointment» (US 1964)
- shit(ty) end of the stick «an unfair position to be in; inequitable treatment» (UK 1974)

## Использование в текстах
Слова, означающие «палочка-подтирка», связаны со школой буддизма Чань/Дзэн. Виктор Майр (2008: 107) поясняет, что большинство великих мастеров этой школы «не говорили прямо, что хотели сказать, а использовали убедительный крик или били по голове палкой, или все же произносили такие слова, как „засохшая палочка-подтирка“, которые находились где-то между понятностью и непостижимостью, чтобы подтолкнуть своих учеников к просветлению».

### Ворота без ворот
«Ворота без ворот» — сборник из 48 коанов династии Сун, созданный мастером Умэнем Хуэйкаем (ок. 1228). Случай 21 называется Yunmen (kan)shiketsu 雲門(乾)屎橛" «(Засохшая) палочка-подтирка Мастера Уммона», в которой говорится о мастере Чань из династии Тан Уммоне Веньяне (ок. 862—949 гг. Н. Э.).
Эйткен (1999: 139) представляет «засохшую палочку-подтирку» как «мягкую палку, которая использовалась так, как наши предки использовали кукурузный початок в своих уборных». Джек Керуак (1958: 173) перефразировал «Будда — высохшая какашка».
Из-за двусмысленности классического китайского языка слово gānshǐjué или kanshiketsu乾 屎 橛 может быть означать и «высушенная палочка для дерьма» или «палочка для высушенного дерьма». Английские переводы:
- «Dried dung.» (Senzaki and Reps 1934: 12)
- «A shit-wiping stick.» (Hakeda and Haskel 1994: xxxiii)
- «Kanshiketsu! (a dried shit-stick).» (Yamada 2004:102)
- «Kanshiketsu!» (Sekida and Grimstone 2005: 77)
- «Dry shit on a stick!» (Jeong 2006: 134, Sahn and Gak 2012: 259)

Секида и Гримстоун отмечают: «Kanshiketsu. В старые времена вместо туалетной бумаги использовалась shiketsu, или „палочка-подтирка“ (kan, сухой; shi, дерьмо; ketsu, палочка). Она одновременно и частная, и грязная. Но в самадхи нет ни частного, ни общественного, ни чистого, ни грязного».

### Запись Линьцзи
Línjì lù или Rinzai roku 臨濟錄 «Запись о Линьцзи» содержит скомпилированные изречения мастера Чань из династии Тан Линцзи Ишуаня или Риндзай Гигена (ум. 866 г. н. э.). В одном известном примере так называемого дхарма-боя Линцзи использует слово ganshijue в качестве эпитета сравнимого с «Ты дурак!» (Aitken 1999: 139).
В редакционной заметке Киршнер (2009: 131) говорит, что Рут Фуллер Сасаки первоначально перевела китайское ganshijue 乾屎橛 как «палочка для вытирания дерьма», сказав, что термин буквально означает «палка для чистки от кала», гладкая палка из бамбука, используемая вместо туалетной бумаги, где 乾 — глагол «чистить». Однако Сасаки изменил это на «засохшее дерьмо», следуя интерпретации Ирия Ёситаки (1989: 21), авторитетного специалиста по сленгу династии Тан, о том, что это означает «кал в форме палки». Аналогичный пример использования встречается в записи мастера Чань династии Сун Дахуи Цунгао, Dahui Pujue Chanshi yulu 大慧普覺禪師語錄, где два персонажа 屎麼 используют сложное существительное: «Я говорю [таким глупым монахам]: Вы перекусываете навозными палками других. Вы даже не хорошие собаки!». Другой сотрудник Сасаки, Янагида Сейзан (1977: 52), интерпретирует 乾屎橛 как «бесполезная навозная палочка», объясняя, что 乾 не несет свое обычное значение «сухой», а является синонимом омофона 閑 «бесполезный», Тхить Нят Хань комментирует.